# ویکتوریا براون (بازیکن واترپلو)
ویکتوریا براون (انگلیسی: Victoria Brown؛ زادهٔ ۲۷ ژوئیهٔ ۱۹۸۵) بازیکن زن واترپلو اهل استرالیا است.
وی در مسابقات کشوری و بین‌المللی در مجموع برندهٔ ۳ مدال برنز شده‌است.